# 盐业银行旧址 (北京)
39°53′55″N 116°23′49″E / 39.8986167°N 116.396934°E
盐业银行旧址位于今中国北京市西城区前门西河沿街7号，是原盐业银行总行的所在地。

## 简介
盐业银行是中华民国初年由河南都督、项城人张镇芳创办，民国四年（1915年）由袁世凯批准建立，总行设在北京，宗旨拟办官商合股银行，投资者大多是官僚。
位于今西城区前门西河沿街7号的盐业银行大楼，建于1931年，为3层西式古典建筑，正立面使用爱奥尼柱式，外墙红砖砌筑。该大楼现为北京市文物保护单位。目前为中国工商银行西河沿支行使用。2011年，该大楼曾经发生火灾。